# Terceiro segredo de Fátima

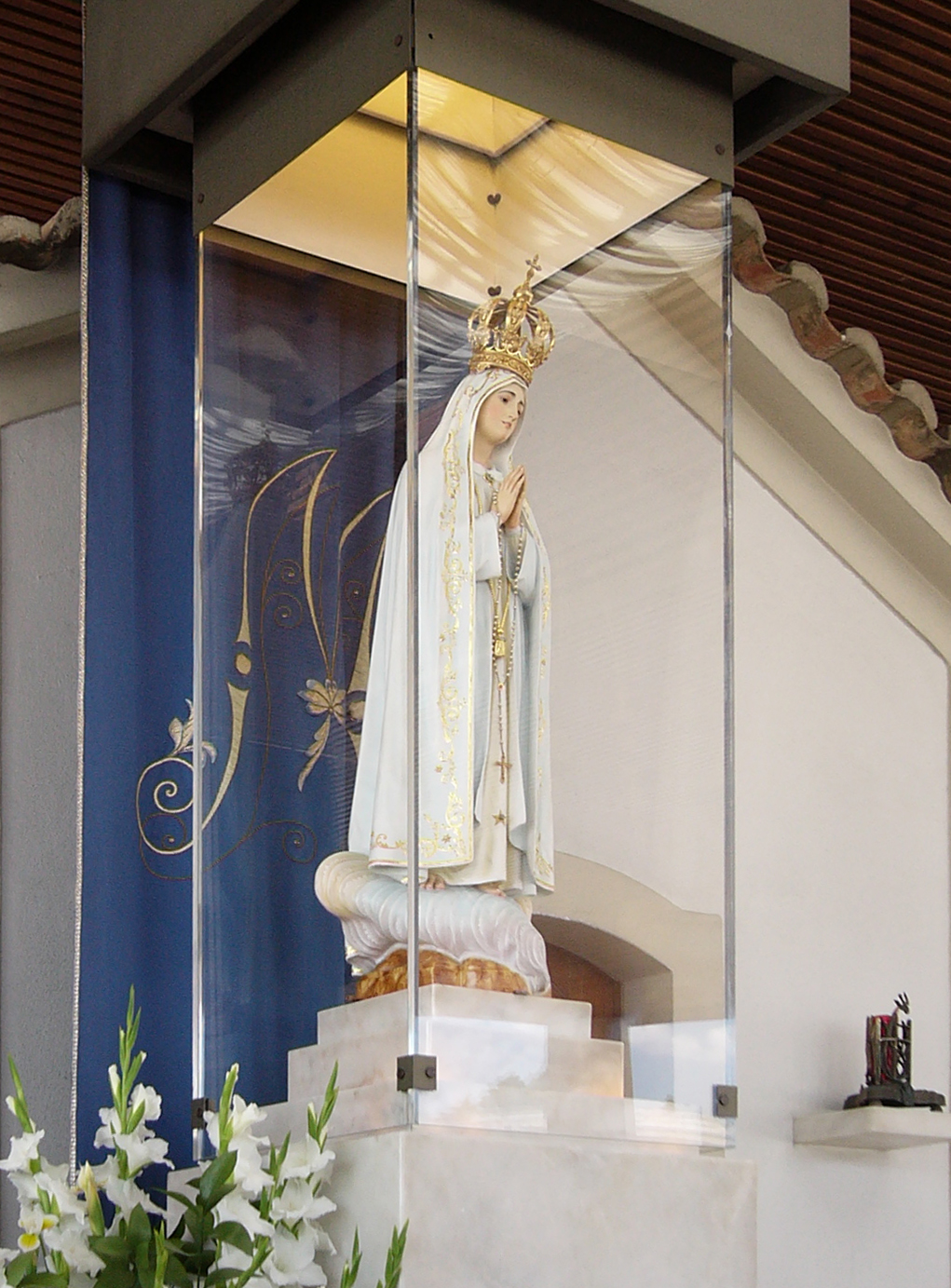
A imagem de Nossa Senhora na Capelinha das Aparições em Fátima.

Terceiro Segredo de Fátima é a designação comum e popular dada à terceira parte do segredo revelado pela Virgem Maria a três crianças portuguesas: Lúcia dos Santos (10 anos), Francisco Marto (9 anos) e Jacinta Marto (7 anos) — Os Três Pastorinhos, no dia 13 de Julho de 1917 na Cova da Iria. De Maio a Outubro de 1917, as três crianças afirmaram ter testemunhado a aparição de «uma Senhora mais brilhante do que o Sol», hoje popularmente conhecida como Nossa Senhora de Fátima.

## História
Segundo a Irmã Lúcia, em 13 de Julho de 1917 Nossa Senhora teria revelado um segredo constituído por três partes, de carácter profético. As duas primeiras foram reveladas em 1941, num documento manuscrito por Lúcia. A terceira parte foi escrita por Lúcia em 3 de Janeiro de 1944, por ordem do bispo de Leiria, José Alves Correia da Silva, que o guardou, em envelope selado, no seu arquivo. Em 4 de Abril de 1957, o envelope foi entregue ao Arquivo Secreto do Santo Ofício, onde ficou guardado.
A Irmã Lúcia, antes de entregar ao Bispo de Leiria-Fátima o envelope selado com a terceira parte do Segredo, tinha escrito no envelope exterior que podia ser aberto somente depois de 1960 pelo Patriarca de Lisboa ou pelo Bispo de Leiria. Interrogada sobre o motivo por que o fizera e se fora Nossa Senhora que indicara aquela data, a Irmã Lúcia respondeu que "Não foi Nossa Senhora; fui eu que meti a data de 1960 porque, segundo intuição minha, antes de 1960 não se perceberia, compreender-se-ia somente depois. Agora pode-se compreender melhor. Eu escrevi o que vi; não compete a mim a interpretação, mas ao Papa" O texto foi lido pelos Papas João XXIII e Paulo VI, que porém decidiram não o publicar.
João Paulo II, por sua vez, pediu o envelope com a terceira parte do segredo após o atentado de 13 de Maio de 1981.
Finalmente, a 13 de Maio de 2000, durante a sua visita a Portugal, o Papa João Paulo II, por meio de seu Secretário de Estado, Cardeal Angelo Sodano, divulgou no Santuário de Fátima parte do conteúdo da terceira parte do Segredo.

## Texto
Manteve-se a ortografia original do documento.

«J.M.J.
A terceira parte do segredo revelado a 13 de Julho de 1917 na Cova da Iria-Fátima.
Escrevo em acto de obediência a Vós Deus meu, que mo mandais por meio de sua Ex.cia Rev.ma o Senhor Bispo de Leiria e da Vossa e minha Santíssima Mãe.
Depois das duas partes que já expus, vimos ao lado esquerdo de Nossa Senhora um pouco mais alto um Anjo com uma espada de fogo em a mão esquerda; ao cintilar, despedia chamas que parecia iam incendiar o mundo; mas apagavam-se com o contacto do brilho que da mão direita expedia Nossa Senhora ao seu encontro: O Anjo apontando com a mão direita para a terra, com voz forte disse: Penitência, Penitência, Penitência! E vimos n'uma luz imensa que é Deus: “algo semelhante a como se vêem as pessoas n'um espelho quando lhe passam por diante” um Bispo vestido de Branco “tivemos o pressentimento de que era o Santo Padre”. Vários outros Bispos, Sacerdotes, religiosos e religiosas subir uma escabrosa montanha, no cimo da qual estava uma grande Cruz de troncos toscos como se fora de sobreiro com a casca; o Santo Padre, antes de chegar aí, atravessou uma grande cidade meia em ruínas, e meio trémulo com andar vacilante, acabrunhado de dor e pena, ia orando pelas almas dos cadáveres que encontrava pelo caminho; chegado ao cimo do monte, prostrado de joelhos aos pés da grande Cruz foi morto por um grupo de soldados que lhe dispararam vários tiros e setas, e assim mesmo foram morrendo uns trás outros os Bispos Sacerdotes, religiosos e religiosas e varias pessoas seculares, cavalheiros e senhoras de varias classes e posições. Sob os dois braços da Cruz estavam dois Anjos cada um com um regador de cristal em a mão, neles recolhiam o sangue dos Mártires e com ele regavam as almas que se aproximavam de Deus.
Tuy -3-1- 1944».

## Interpretação
O texto foi objecto dum comentário teológico da autoria do então Cardeal Joseph Ratzinger, Prefeito da Congregação para a Doutrina da Fé, publicado, juntamente com o texto integral do segredo, em 26 de Junho de 2000. Este comentário começa por estabelecer o lugar teológico das revelações privadas, seguindo com a estrutura antropológica das mesmas. Faz então uma tentativa de interpretação do Segredo de Fátima, na sua globalidade.
Segundo essa interpretação da Santa Sé, "o segredo consiste numa visão profética, comparável às da Sagrada Escritura, que não descrevem de forma fotográfica os detalhes dos acontecimentos futuros, mas sintetizam e condensam sobre a mesma linha de fundo factos que se prolongam no tempo numa sucessão e duração não especificadas. Em consequência, a chave de leitura do texto só pode ser de carácter simbólico". A Irmã Lúcia, no seu encontro com o enviado do Papa, Card. Tarcisio Bertone, antes da divulgação do segredo, reafirma a sua convicção de que a visão de Fátima se refere sobretudo à luta do comunismo ateu contra a Igreja e os cristãos, e descreve o imane sofrimento das vítimas da fé no século XX.
Também segundo a Irmã Lúcia, o "bispo vestido de branco" é o Papa, ainda que a visão não pareça referir-se a um Papa específico.

## Polêmicas
Devido à demora da publicação do Terceiro Segredo, várias especulações surgiram na Igreja e fora dela. Algumas falavam de uma guerra nuclear, do assassinato de um Papa, ou da substituição do Papa por um impostor.
Alguns sectores contestam a autenticidade da terceira parte do segredo, ou então alegam que haveria uma outra parte não revelada. Tais alegações são no entanto recusadas por parte da Santa Sé. Em maio de 2016, o Papa emérito Bento XVI classificou como "puras invenções" os rumores que indicam que a profecia do terceiro segredo de Fátima não foi publicada na íntegra em 2000.

## Exame do manuscrito
Em setembro de 2013, Maria José Azevedo Santos, uma investigadora portuguesa da Universidade de Coimbra, realizou nos arquivos da Congregação para a Doutrina da Fé o exame completo do manuscrito. O convite partiu da Santa Sé, através do Santuário de Fátima e com autorização prévia do Papa Francisco, para ser feito um exame completo e um estudo diplomático e paleográfico do documento.
A investigadora e catedrática da Faculdade de Letras assegura que "a terceira parte do manuscrito do segredo de Fátima é realmente um documento autêntico". A especialista, que foi a primeira mulher leiga a ter acesso ao documento, analisou o conteúdo, as formas usadas, a datação, elementos relacionados com termos de posse e outras marcas do registo.
O estudo, sem caráter teológico, foi publicado em 2014 e incidiu, entre outros aspetos, na morfologia da escrita e a disposição do texto.
O manuscrito da terceira parte do «Segredo de Fátima» foi mostrado pela primeira vez ao público e esteve patente entre 30 de novembro de 2013 e 31 de outubro de 2014, no Santuário de Fátima, no âmbito da exposição "Segredo e revelação", que destacou as três partes do chamado Segredo de Fátima. O manuscrito foi depois devolvido ao Arquivo da Congregação para a Doutrina da Fé, entidade à qual pertence.